# Jean Roux (Zoologe)

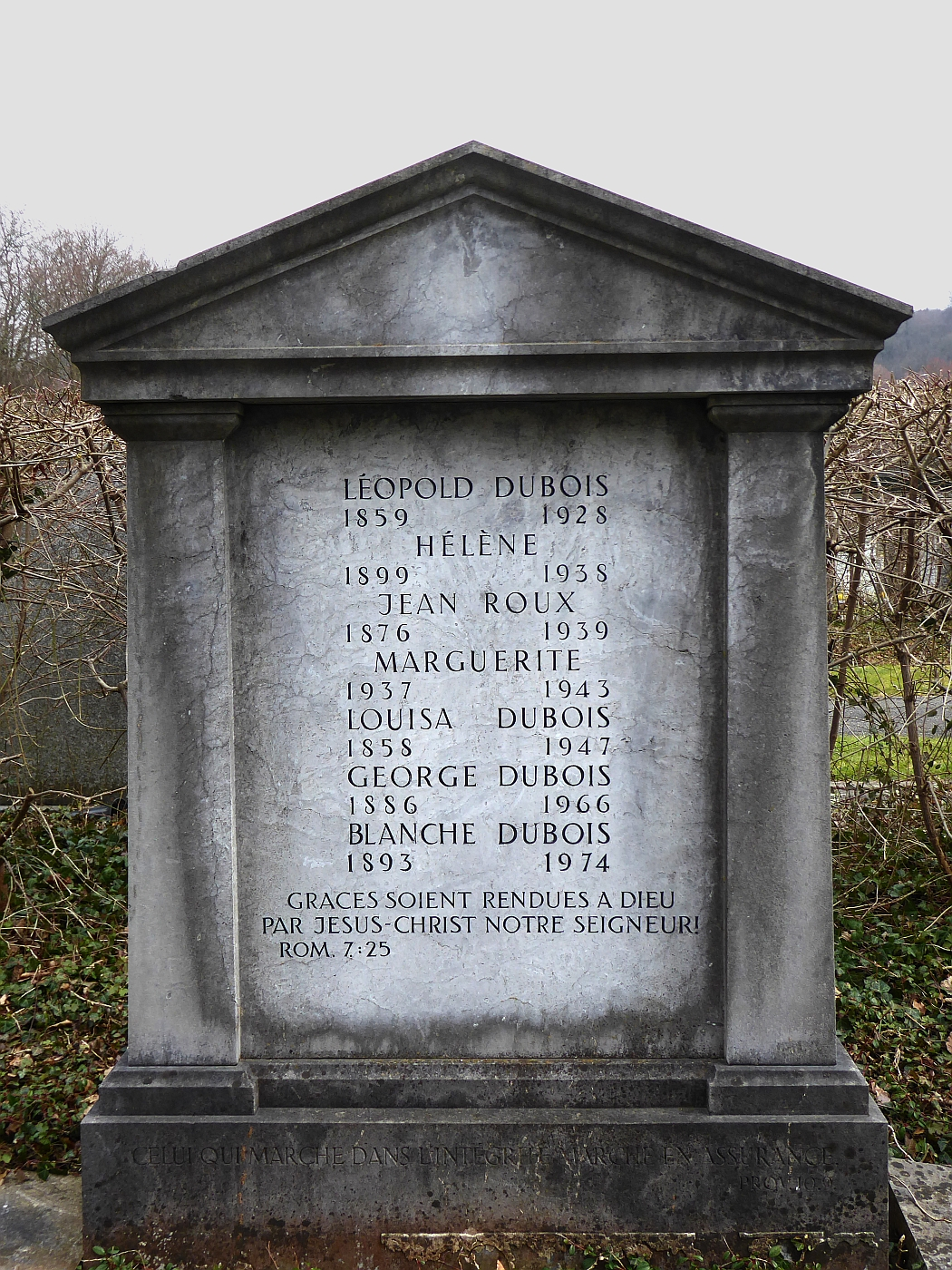
Grab auf dem Friedhof am Hörnli, Riehen, Basel-Stadt

Jean Roux (* 5. März 1876 in Genf; † 1. Dezember 1939 in Basel) war ein Schweizer Zoologe. Sein Forschungsschwerpunkt war die Herpetologie.

## Leben und Wirken
Nach einem Studium bei Emile Yung wurde Roux 1899 mit einer Dissertation über Protozoen zum Doktor an der Universität Genf promoviert. Anschliessend arbeitete er als Postdoktorand in Berlin. 1902 wurde er Nachfolger von Fritz Sarasin als Kurator im Naturhistorischen Museum Basel, wo ihm die Sammlung von Fritz Müller anvertraut wurde. 1913 lehnte er ein Angebot des Senckenberg Museums in Frankfurt am Main ab, um in Basel bleiben zu können. 1937 schied er aus dem Museum aus. Sein Nachfolger wurde Lothar Forcart (1902–1990).
Roux nahm an zwei grossen Expeditionen teil. Von 1907 bis 1908 bereiste er mit Hugo Merton die Aru-Inseln und die Kei-Inseln, die sich zwischen Neuguinea und Australien befinden. Die Ergebnisse dieser Expedition wurden 1910 veröffentlicht. Von 1911 bis 1912 begleitete er Fritz Sarasin nach Neukaledonien und auf die Loyalitätsinseln, worüber 1913 eine umfangreiche Monographie über die Reptilien dieser Region entstand. Von 1904 bis 1939 verfasste er über 35 wissenschaftliche Arbeiten über herpetologische Themen, insbesondere sorgfältige Studien über Sammlungen von Reptilien und Amphibien aus Afrika, Südamerika, Indonesien, Neuguinea und aus anderen Teilen der Welt. Er erstbeschrieb rund 25 Arten von Skinken, Echsen und Schlangen. Ferner schrieb er über Krustentiere, Fische und Säugetiere.

## Dedikationsnamen
1934 benannte Heini Hediger die Skinkart Lipania rouxi von Neuirland nach Roux. 1913 ehrte Fritz Sarasin Roux im Epitheton der Unterart Gerygone flavolateralis rouxi der Fächerschwanzgerygone von den nördlichen Loyalitätsinseln.

## Werke (Auswahl)
- Les Reptiles de la Nouvelle-Caledonie et des Îles Loyalty (mit Fritz Sarasin), 1913
- Nova Caledonia. Forschungen in Neu-Caledonien und auf den Loyalty-Inseln. Recherches scientifiques en Nouvelle-Calédonie et aux iles Loyalty. A. Zoologie (1913) A. Zoologie, Band I.
- Nova Caledonia. Forschungen in Neu-Caledonien und auf den Loyalty-Inseln. Recherches scientifiques en Nouvelle-Calédonie et aux iles Loyalty. A. Zoologie (1915) A. Zoologie, Band II.
- Mollusques terrestres de la Nouvelle-Calédonie et des îles Loyalty. CW Kreidel, 1923. (mit Philippe Dautzenberg und Fritz Sarasin)
- Crustacés décapodes d'eau douce de la Nouvelle-Calédonie par Jean Roux. CW Kreidel, 1926.